# NBA Most Improved Player Award
Der NBA Most Improved Player Award (MIP) wird seit der Saison 1985/86 jährlich von der nordamerikanischen Profiliga National Basketball Association (NBA) an jenen Spieler vergeben, der im Vergleich zur vergangenen regulären Saison die größte Entwicklung vollzogen hat. Der Preisträger wird von einem Gremium aus 100 Journalisten gewählt, die ihren drei Favoriten je fünf, drei und einen Punkt geben. Das Versprechen des Preises bezieht sich auf die Reifung und Ausbildung eines jungen Spielers, Comeback-Leistungen werden damit nicht ausgezeichnet. Eine zweimalige Auszeichnung ist deswegen unwahrscheinlich und bisher noch nie geschehen. Das Leistungsvermögen der Preisträger bewegt sich somit zwischen der nachhaltigen Etablierung als Start- und Führungsspieler ihres Franchises und dem Erreichen des All-Star-Levels. Die Wahl zum Most Improved Player und zum All-Star kann in einer Saison durchaus zusammenfallen, die Wahl in die NBA-Auswahl ist seltener. Tracy McGrady ist bislang als einziger Preisträger Mitglied der Naismith Memorial Basketball Hall of Fame.
Seit der Saison 2022/23 erhält der Preisträger die George-Mikan-Trophäe.
Seit 2023/24 existiert neben MVP, Defensive Player of the Year, die NBA-Auswahl und das All-Defensive Team für die Qualifikation zum Most Improved Player Award eine Mindestanzahl von 65 zu absolvierenden Spielen. Damit ein Spiel für die Qualifikation zählt, ist eine Einsatzzeit von mindestens 20 Minuten notwendig, alternativ können bei 66 Spielen auch zwei darunter herangezogen werden, solange die Einsatzzeit in beiden dieser Spiele über 15 Minuten lag.
Der aktuelle Preisträger der Saison 2024/25 ist Dyson Daniels von den Atlanta Hawks. Er war auch Finalist des Defensive Player of the Year Awards, bei dem sich jedoch Evan Mobley von den Cleveland Cavaliers durchsetzte.

## Die Preisträger
 – Mitglied der Naismith Memorial Basketball Hall of Fame als Spieler (*)
 – Aktiver Spieler der NBA in der Saison 2024/25 (^)

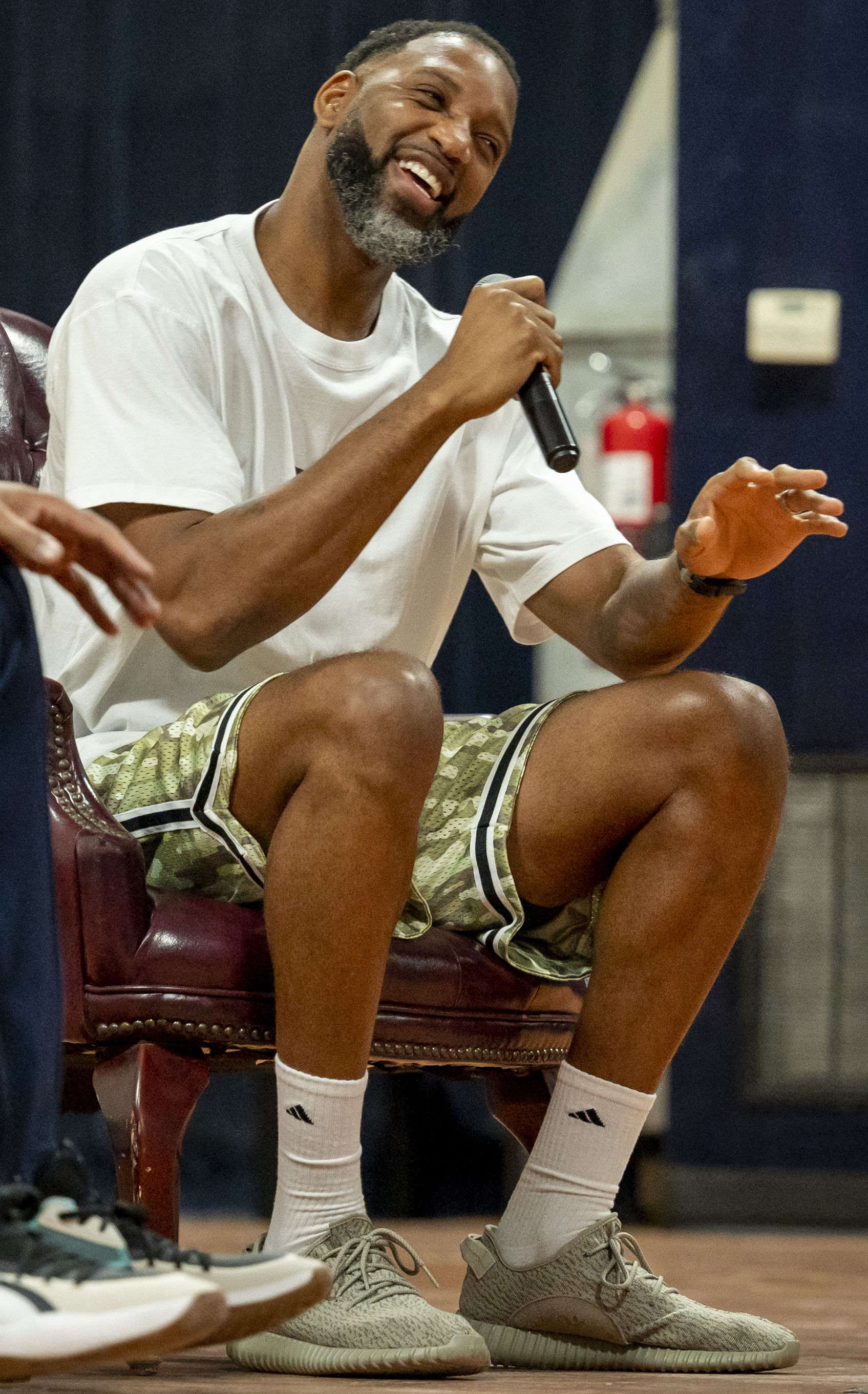
Hall of Famer Tracy McGrady 2021

| Most Improved Player |                        |                            |                        |
| Saison               | Gewinner               | Nationalität               | Team                   |
| 1985/86              | Alvin Robertson        | Vereinigte Staaten         | San Antonio Spurs      |
| 1986/87              | Dale Ellis             | Vereinigte Staaten         | Seattle SuperSonics    |
| 1987/88              | Kevin Duckworth        | Vereinigte Staaten         | Portland Trail Blazers |
| 1988/89              | Kevin Johnson          | Vereinigte Staaten         | Phoenix Suns           |
| 1989/90              | Rony Seikaly           | Vereinigte Staaten Libanon | Miami Heat             |
| 1990/91              | Scott Skiles           | Vereinigte Staaten         | Orlando Magic          |
| 1991/92              | Pervis Ellison         | Vereinigte Staaten         | Washington Bullets     |
| 1992/93              | Mahmoud Abdul-Rauf     | Vereinigte Staaten         | Denver Nuggets         |
| 1993/94              | Don MacLean            | Vereinigte Staaten         | Washington Bullets     |
| 1994/95              | Dana Barros            | Vereinigte Staaten         | Philadelphia 76ers     |
| 1995/96              | Gheorghe Mureșan       | Rumänien                   | Washington Bullets     |
| 1996/97              | Isaac Austin           | Vereinigte Staaten         | Miami Heat             |
| 1997/98              | Alan Henderson         | Vereinigte Staaten         | Atlanta Hawks          |
| 1998/99              | Darrell Armstrong      | Vereinigte Staaten         | Orlando Magic          |
| 1999/00              | Jalen Rose             | Vereinigte Staaten         | Indiana Pacers         |
| 2000/01              | Tracy McGrady*         | Vereinigte Staaten         | Orlando Magic          |
| 2001/02              | Jermaine O’Neal        | Vereinigte Staaten         | Indiana Pacers         |
| 2002/03              | Gilbert Arenas         | Vereinigte Staaten         | Golden State Warriors  |
| 2003/04              | Zach Randolph          | Vereinigte Staaten         | Portland Trail Blazers |
| 2004/05              | Bobby Simmons          | Vereinigte Staaten         | Los Angeles Clippers   |
| 2005/06              | Boris Diaw             | Frankreich                 | Phoenix Suns           |
| 2006/07              | Monta Ellis            | Vereinigte Staaten         | Golden State Warriors  |
| 2007/08              | Hidayet Türkoğlu       | Türkei                     | Orlando Magic          |
| 2008/09              | Danny Granger          | Vereinigte Staaten         | Indiana Pacers         |
| 2009/10              | Aaron Brooks           | Vereinigte Staaten         | Houston Rockets        |
| 2010/11              | Kevin Love^            | Vereinigte Staaten         | Minnesota Timberwolves |
| 2011/12              | Ryan Anderson          | Vereinigte Staaten         | Orlando Magic          |
| 2012/13              | Paul George^           | Vereinigte Staaten         | Indiana Pacers         |
| 2013/14              | Goran Dragić           | Slowenien                  | Phoenix Suns           |
| 2014/15              | Jimmy Butler^          | Vereinigte Staaten         | Chicago Bulls          |
| 2015/16              | C. J. McCollum^        | Vereinigte Staaten         | Portland Trail Blazers |
| 2016/17              | Giannis Antetokounmpo^ | Griechenland               | Milwaukee Bucks        |
| 2017/18              | Victor Oladipo^        | Vereinigte Staaten         | Indiana Pacers         |
| 2018/19              | Pascal Siakam^         | Kamerun                    | Toronto Raptors        |
| 2019/20              | Brandon Ingram^        | Vereinigte Staaten         | New Orleans Pelicans   |
| 2020/21              | Julius Randle^         | Vereinigte Staaten         | New York Knicks        |
| 2021/22              | Ja Morant^             | Vereinigte Staaten         | Memphis Grizzlies      |
| 2022/23              | Lauri Markkanen^       | Finnland                   | Utah Jazz              |
| 2023/24              | Tyrese Maxey^          | Vereinigte Staaten         | Philadelphia 76ers     |
| 2024/25              | Dyson Daniels^         | Australien                 | Atlanta Hawks          |